# Luz tabórica

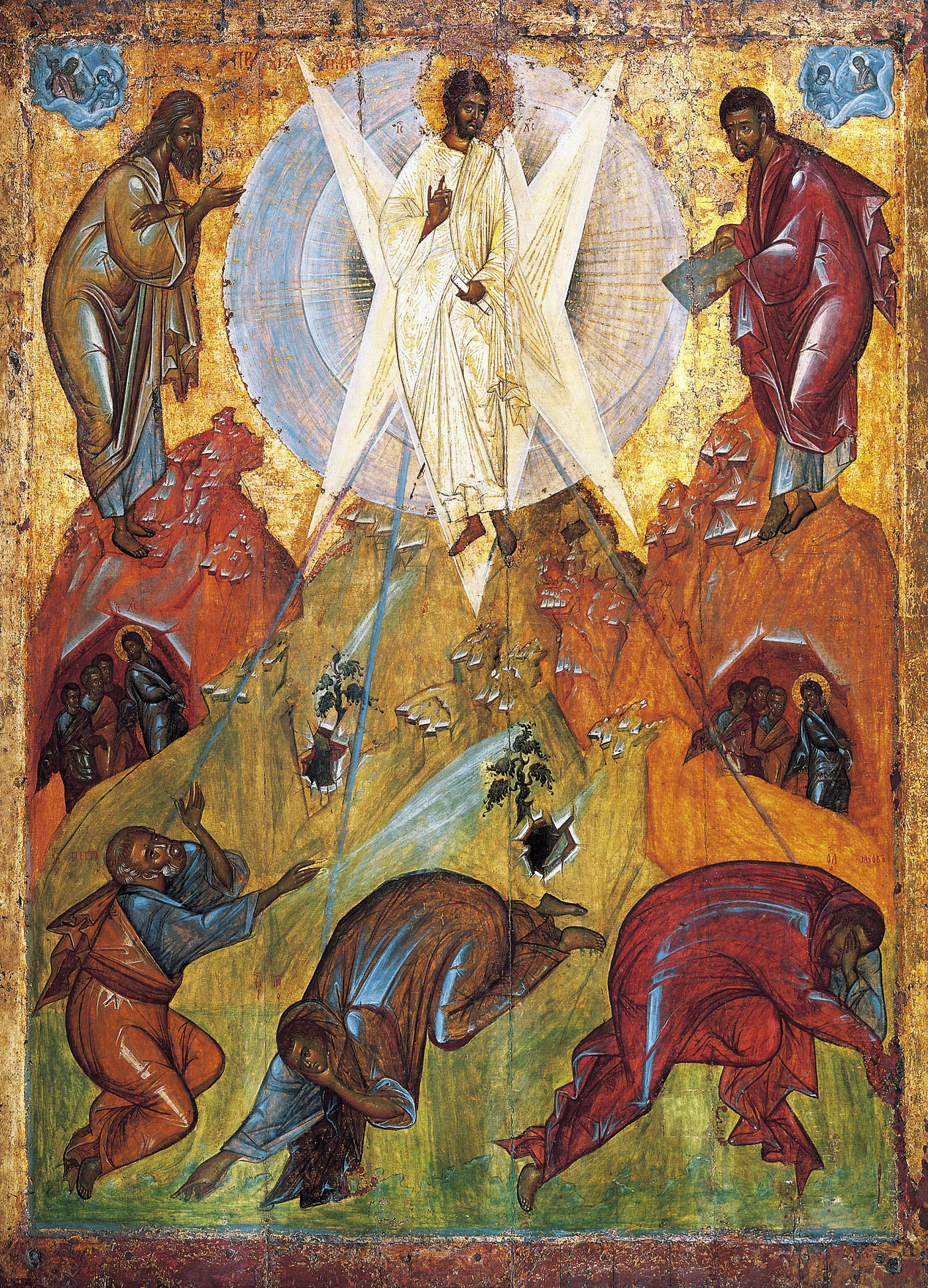
Tramsfiguração Ícone da Igreja Ortodoxa Russa - Teófanes, o Grego

Na teologia cristã ortodoxa, a Luz Tabor (em grego antigo: Φῶς τοῦ Θαβώρ "Luz de Tabor", ou Ἄκτιστον Φῶς "Luz Incriada", Θεῖον Φῶς "Luz Divina"; Russo: Фаворский свет "Luz Tabórica"; Georgiano: თაბორის ნათება) é a luz revelada no Monte Tabor na Transfiguração de Jesus, identificada com a luz vista por Paulo de Tarso em sua conversão.
Como doutrina teológica, a natureza incriada da Luz de Tabor foi formulada no século XIV por Gregório Palamas, um monge athonita, defendendo as práticas místicas do hesicasmo contra as acusações de heresia de Barlaão da Calábria. Quando considerada como uma doutrina teológica, esta visão é conhecida como Palamismo após Palamas.